# Орловка (Бакалинский район)
Орловка (баш. Орловка) — деревня в Бакалинском районе Республики Башкортостан. Входит в состав Михайловского сельсовета.

## Географическое положение
Расстояние до:
- районного центра (Бакалы): 19 км,
- центра сельсовета (Михайловка): 6 км,
- ближайшей ж/д. станции (Туймазы): 94 км.

## История
Название происходит от фамилии Орлов.
Статус деревня, сельского населённого пункта, посёлок получил согласно Закону Республики Башкортостан от 20 июля 2005 года N 211-з «О внесении изменений в административно-территориальное устройство Республики Башкортостан в связи с образованием, объединением, упразднением и изменением статуса населенных пунктов, переносом административных центров», ст.1:

6. Изменить статус следующих населенных пунктов, установив тип поселения — деревня:
7) в Бакалинском районе:…

ш) поселка Орловка Михайловского сельсовета

## Население
| 2002 | 2009 | 2010 |
| ---- | ---- | ---- |
| 112  | ↘110 | ↘82  |

Национальный состав
Согласно переписи 2002 года, преобладающая национальность — татары (72 %).